# La Tempête des Tropiques
Pour les articles homonymes, voir La Tempête.
La Tempête des Tropiques est un quotidien généraliste congolais en français édité à Kinshasa.